# CJ ENM
CJ ENM (en hangul, 씨제이이엔엠; romanización revisada, Ssijeiienem), acrónimo de CJ Entertainment and Merchandising, es una empresa surcoreana de entretenimiento, medios de comunicación y venta minorista fundada en 2018. Es una subsidiaria del Grupo CJ.
La empresa se formó como resultado de la fusión de las dos subsidiarias de CJ, CJ E&M y CJ O Shopping, respectivamente, en julio de 2018.

## Historia
Las líneas de negocio de la empresa se remontan a 1994. Después de la muerte de Lee Byung-chul, la división de comestibles Cheil Jedang se separaría del conglomerado Samsung. Cheil Jedang ya estaba bajo el liderazgo de su propia gerencia, pero el proceso de separación duró hasta 1997. Sin embargo, el nuevo liderazgo ya ha invertido en nuevas áreas. Incluyendo compras desde el hogar, producción de películas y cines. Con el tiempo, surgieron nuevas filiales, que se fusionaron y reestructuraron.

## Divisiones

### Canales de televisión
- Catch On
- CJ O Shopping
- CJ O Shopping+
- Chunghwa TV
- DIA TV
- English Gem
- Mnet
- OCN
- OCN Movies
- OCN Movies 2
- OCN Thrills
- OGN
- Tooniverse
- tvN
- tvN DRAMA
- tvN SHOW
- tvN STORY
- UXN

### Streaming
- TVING

### Compañías de producción
- CJ Entertainment - productora de cine
- Studio Bazooka - productora de animación
- Studio Dragon - productora de drama coreano

### Categorías de eventos
- Get it Beauty CON
- Kcon
- Mnet Asian Music Awards
- Olive Market

### Sellos discográficos
- Stone Music Enteratinment

## Ubicaciones
- CJ ENM Entertainment Division: 66, Sangamsan-ro, Mapo-gu, Seúl, Corea del Sur
- CJ ENM Commerce Division: 870–13, 870–13, Gwacheon-daero, Seocho-gu, Seúl, Corea del Sur